# Danaea simplicifolia
Danaea simplicifolia là một loài dương xỉ trong họ Marattiaceae. Loài này được Rudge mô tả khoa học đầu tiên năm 1805.